# Buntfrankatur
Als Buntfrankatur wird eine besondere Form der Mischfrankatur auf postalischen Sendungen (Brief oder Postkarte) bezeichnet, bei der zwei oder mehr Briefmarken verschiedener Wertstufen oder Farben einer Freimarkenserie, insbesondere einer Dauermarkenausgabe verklebt wurden.
Während moderne Marken zumeist schon in den Einzelwerten eine größere Farbigkeit aufweisen, gewinnen die oft einfarbigen Marken klassischer Ausgaben in der Kombination mehrerer Werte deutlich an Ausstrahlungskraft. Entsprechend kommen die ästhetisch beeindruckendsten Buntfrankaturen gerade aus dieser Zeit.
Eine überaus attraktive Buntfrankatur stellt der Bordeaux-Brief dar, der mit je einer roten und blauen Mauritius zu den bekanntesten Ganzstücken der Philatelie gehört.

## Beispiele für Buntfrankaturen

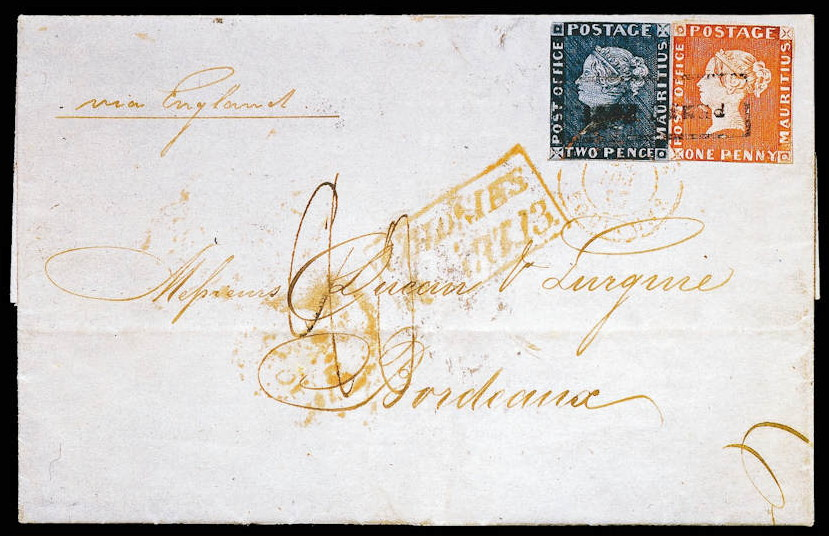
Bordeaux-Brief mit einer blauen und roten Mauritius
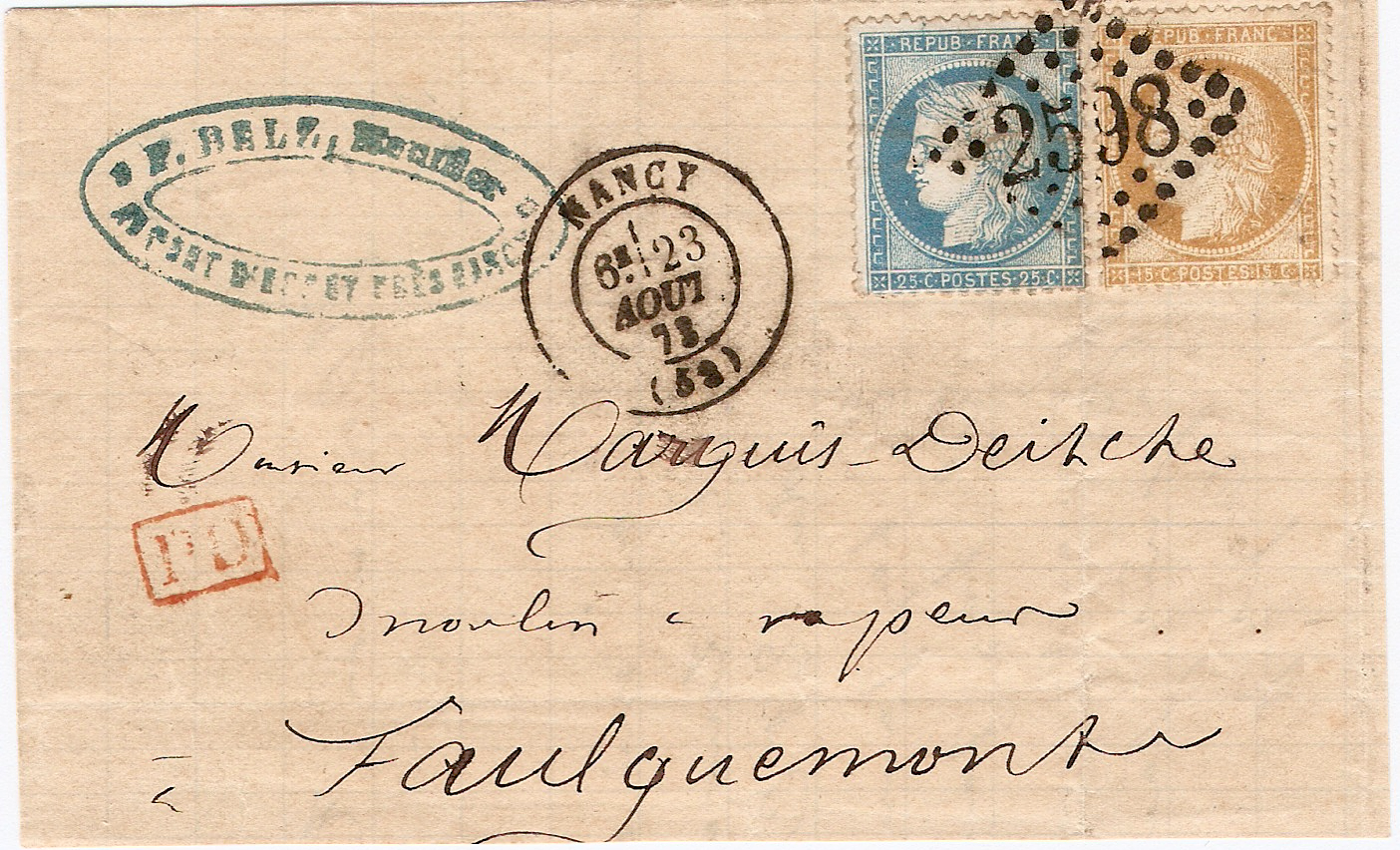
Französischer Brief aus Nancy von 1873 mit zwei Cérès-Marken
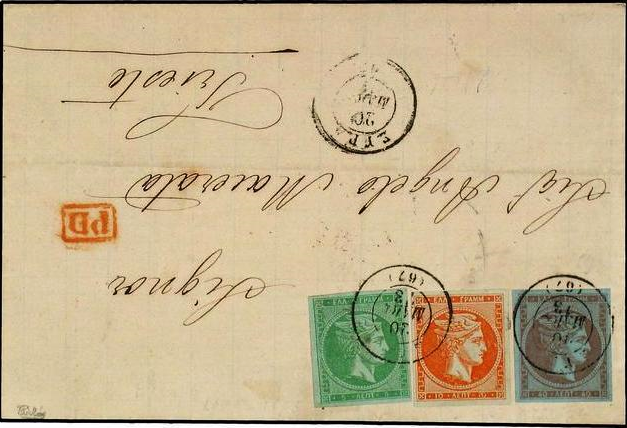
Griechische Buntfrankatur 1873 mit 3 Werten der Hermes-Marken
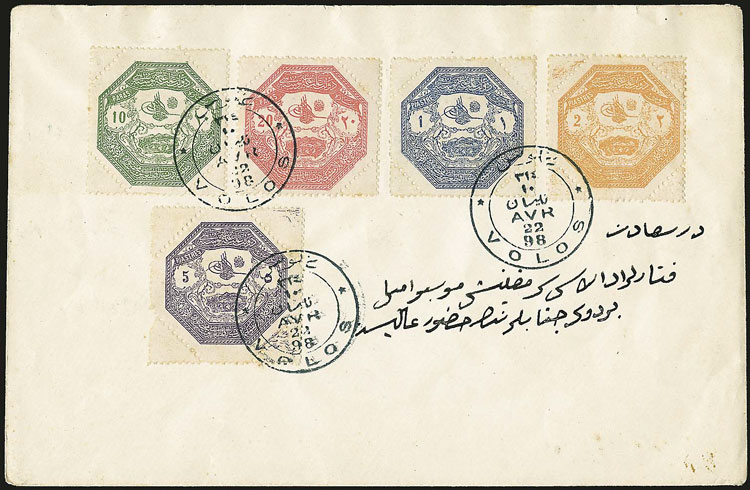
Osmanische Buntfrankatur von 1898
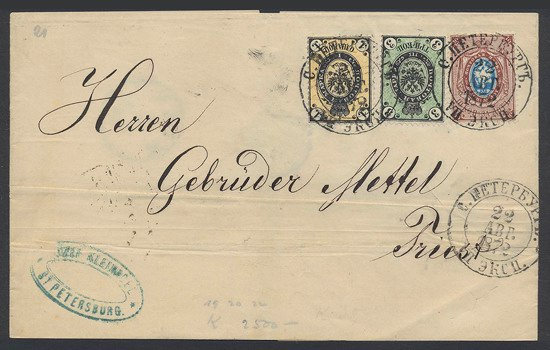
Brief aus St. Petersburg nach Triest 1872 mit 3-Farben-Frankatur